# 1 Pułk Ułanów Legionów Polskich

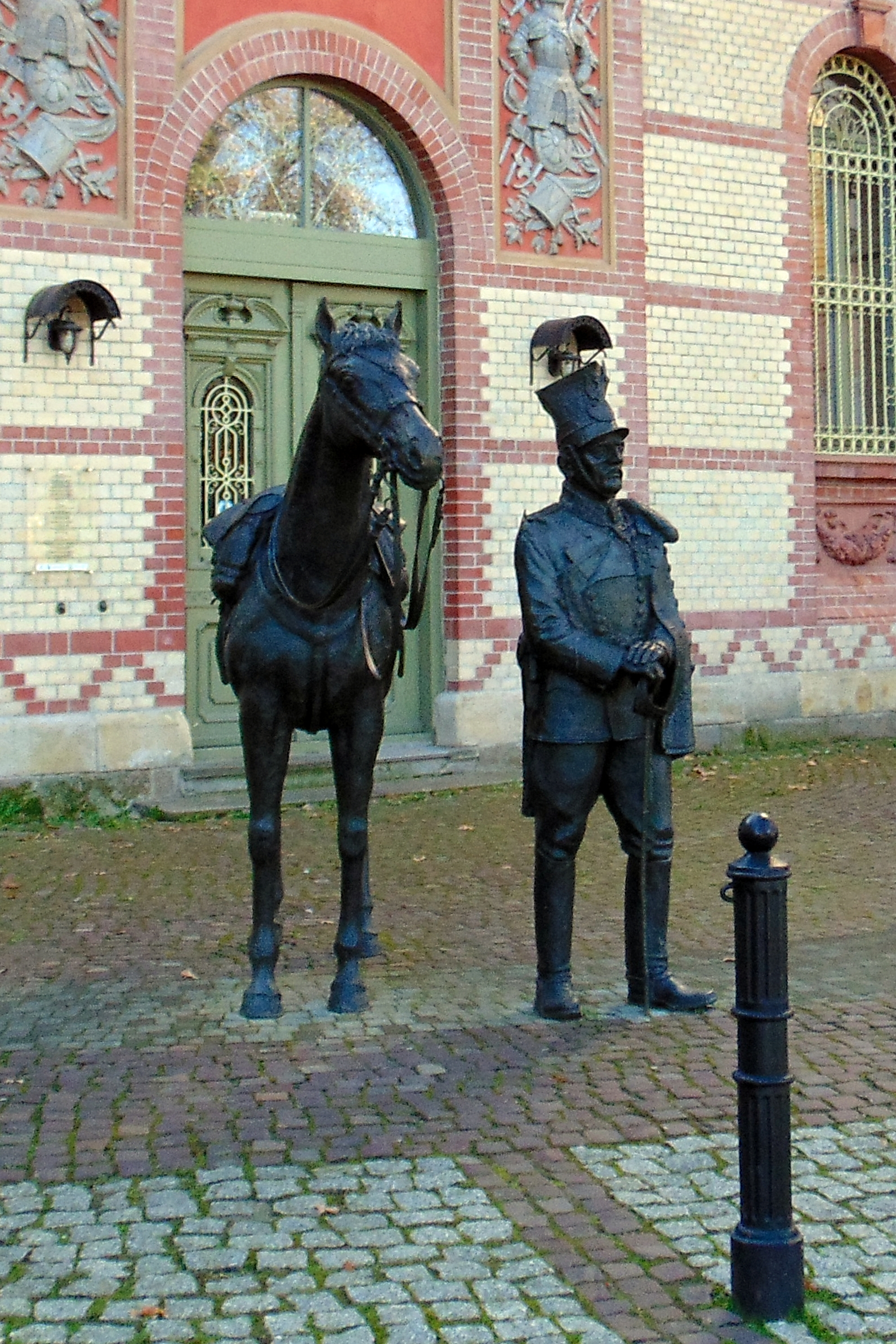
Pomnik żołnierza 1 Pułku Ułanów Legionów Polskich w Przemyślu

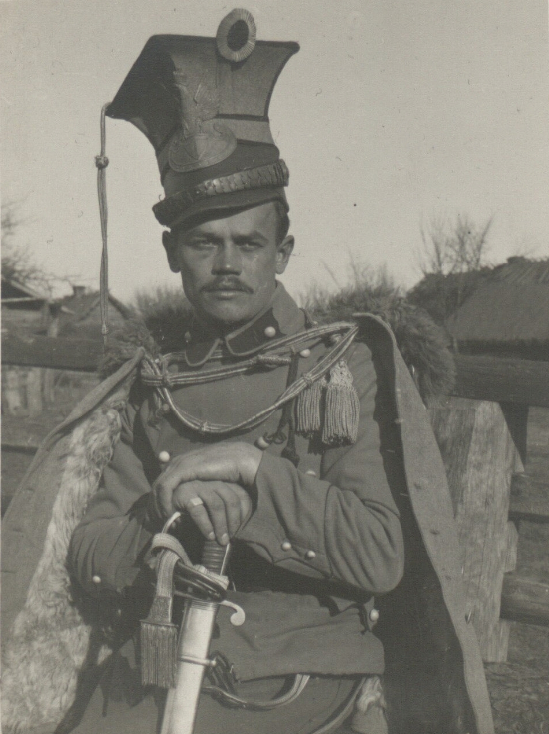
Ułan Beliny Putiatycki Werchy

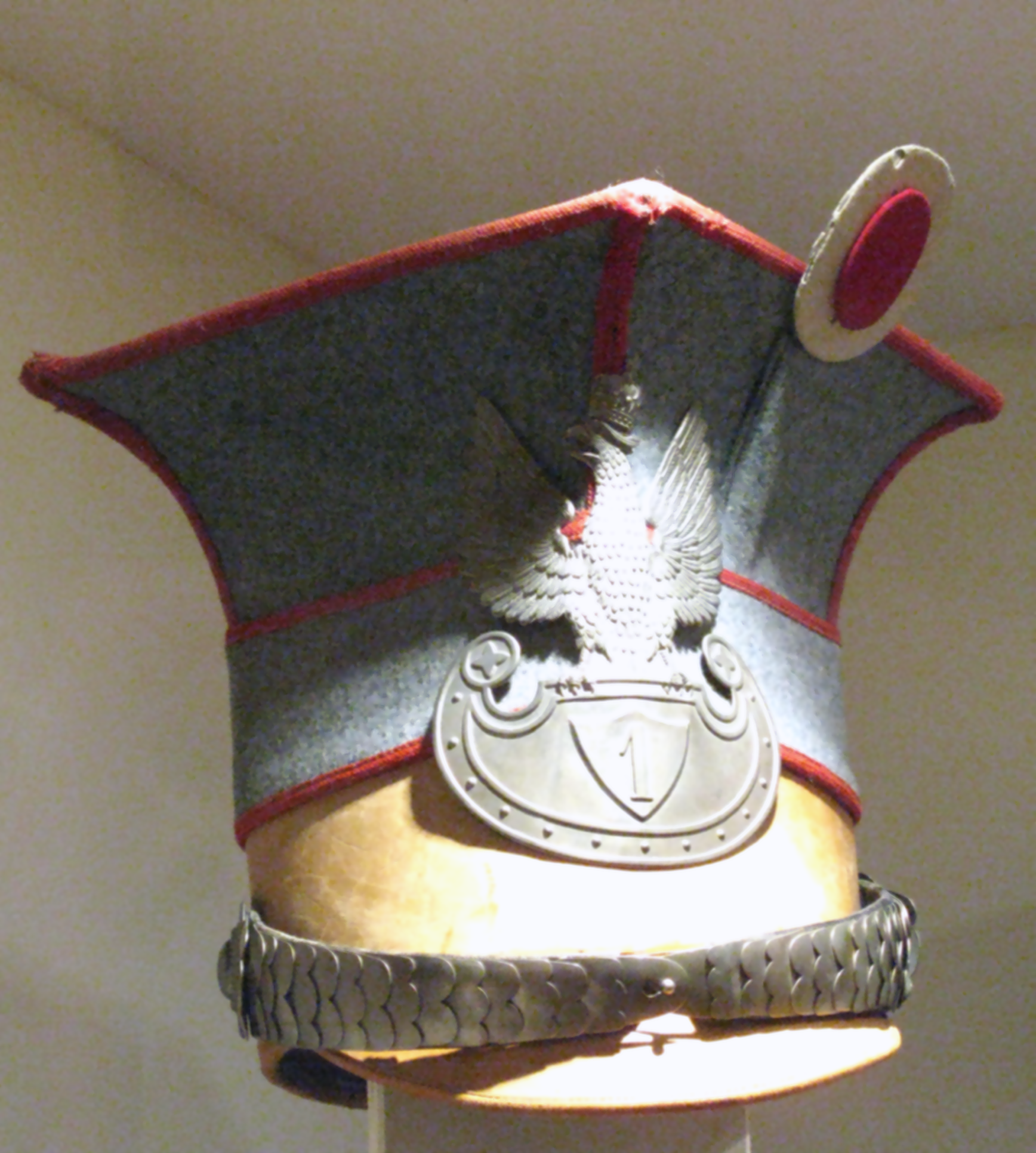
Czapka wachmistrza 1 Pułku Ułanów Legionów Polskich

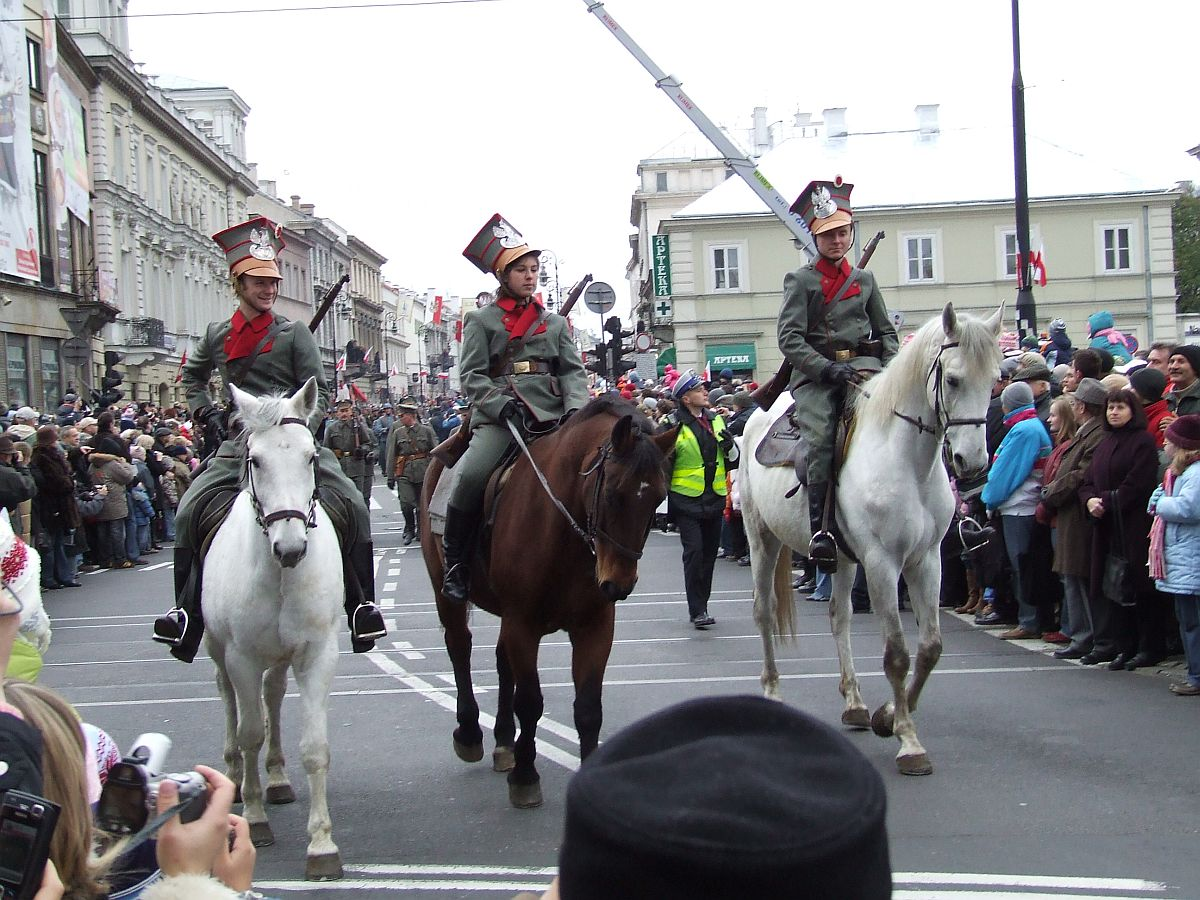
Rekonstrukcja ułanów legionowych – obchody Święta Niepodległości w Warszawie

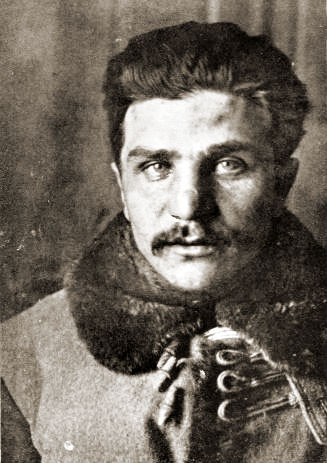
Władysław Belina-Prażmowski

1 Pułk Ułanów Legionów Polskich – oddział jazdy Legionów Polskich. Ułani tej jednostki, od nazwiska swego dowódcy, nazywani byli „Beliniakami”.
Pułk powstał z utworzonego 13 sierpnia 1914 przez Władysława Zygmunta Belinę-Prażmowskiego 140-osobowego szwadronu ułanów w oparciu o pierwszy 7-osobowy patrol konny, awangardę przemarszu Pierwszej Kompanii Kadrowej 6 sierpnia 1914.
Pułk przez cały swój szlak bojowy pozostawał pod dowództwem Beliny. Ów 7-osobowy patrol konny, pod dowództwem Prażmowskiego- „Beliny” tworzyli: Janusz Julian Głuchowski „Janusz”, Antoni Jabłoński „Zdzisław”, Zygmunt Karol Karwacki „Stanisław Bończa”, Stefan Kulesza „Hanka”, Stanisław Skotnicki „Grzmot”, Ludwik Skrzyński „Kmicic”.
W lutym i marcu 1917 roku w pułku zostały zorganizowane i przeprowadzone kawaleryjskie kursy (oficerski i podoficerski) oraz dwa kursy administracyjne.
10 sierpnia 1917 roku dowódca Legionów Polskich powierzył dowództwo pułku rotmistrzowi Albertowi Kordeckiemu z 2 pułku ułanów.

## Beliniacy
Dowódcy
- mjr kaw. Juliusz Ostoja-Zagórski

Obsada personalna pułku w 1917 r.
- komendant pułku – mjr Władysław Belina-Prażmowski
- komendant szwadronu – rtm. Janusz Głuchowski (od 1 I 1915)
- komendant szwadronu – por. Jerzy Pytlewski (od 1 VI 1915)

Obsada personalna dywizjonu jazdy 23 listopada 1915
- dowódca dywizjonu – Władysław Belina-Prażmowski
- zastępca dowódcy dywizjonu – por. Gustaw Orlicz-Dreszer
- adiutant – ppor. Jan Mieszkowski
- lekarz – por. dr Ksawery Maszadro
- lekarz weterynarii – ppor. Wacław Franciszek Skulski
- oficer gospodarczy – ppor. Konstanty Abłamowicz
- kierownik kancelarii rachunkowej – wachm. Stanisław Węglewski
- komendant szpitala końskiego – wachm. Stefan Sroczyński

1 szwadron
- dowódca 1 szwadronu – por. Stanisław Grzmot-Skotnicki
- dowódca I plutonu – wachm. Romuald Niementowski
- dowódca II plutonu – ppor. dr Jan Kawiński
- dowódca III plutonu – ppor. Antoni Jabłoński
- dowódca IV plutonu – wachm. Zygmunt Piasecki
- wachmistrz szef szwadronu – Tadeusz Łada-Bieńkowski
- furażer – kpr. Stefan Kasimir
- podoficer rachunkowy – kpr. Stanisław Moskwa
- podoficer sanitarny – wachm. Wacław Graba-Łęcki

2 szwadron
- dowódca 2 szwadronu – por. Mariusz Zaruski
- dowódca I plutonu – ppor. Jerzy Pytlewski
- dowódca II plutonu – wachm. Stanisław Stetkiewicz
- dowódca III plutonu – wachm. Leon Strzelecki
- dowódca IV plutonu – wachm. Zygmunt Putiatycki
- wachmistrz szef szwadronu – Wojciech Bucior
- furażer – kpr. Artur Schwartz
- podoficer rachunkowy – kpr. Józef Pętkowski
- podoficer sanitarny – wachm. Paweł Stryjeński

3 szwadron
- dowódca 3 szwadronu – por. Janusz Głuchowski
- dowódca I plutonu – ppor. Stefan Hanka-Kulesza
- dowódca II plutonu – ppor. Mieczysław Karski
- dowódca III plutonu – ppor. Zbigniew Brochwicz-Lewiński
- dowódca IV plutonu – wachm. Edward Kleszczyński
- wachmistrz szef szwadronu – Leon Piltz
- furażer – kpr. Czesław Żurowski
- podoficer rachunkowy – kpr. Marian Skrzynecki
- podoficer sanitarny – ppor. Janusz Żuławski

4 szwadron
- dowódca 4 szwadronu – por. Jan Lewandowski
- dowódca I plutonu – ppor. Tadeusz Śmigielski
- p.o. dowódcy II plutonu – podoficer za frontem Kazimierz Stamirowski
- dowódca III plutonu – ppor. Stefan Felsztyński
- dowódca IV plutonu – ppor. Konstanty Dzieduszycki
- wachmistrz szef szwadronu – Kazimierz Małochleb
- furażer – kpr. Stanisław Królicki
- podoficer rachunkowy – kpr. Adam Waligórski
- podoficer sanitarny – wachm. Marian Wilewski

Kawalerowie Virtuti Militari
Żołnierze byłego 1 pułku ułanów Legionów Polskich, którym 17 maja 1922 Naczelnik Państwa i Naczelny Wódz nadał Order Wojskowy Virtuti Militari V klasy:

1. mjr Konstanty Abłamowicz nr 5216
2. rtm. Janusz Albrecht nr 5410
3. śp. wachm. Czesław Bankiewicz ps. „Skaut” nr 5382
4. śp. ułan Kazimierz Bejgrowicz nr 5388
5. śp. kpr. Janusz Bernatowicz nr 5383
6. śp. st. ułan Jan Buś nr 5396
7. ppor. Mieczysław Badowski nr 5411
8. wachm. Antoni Bednarski ps. „Orzeł” nr 5416
9. wachm. Adam Borkowski nr 5412
10. kpt. Wojciech Bucior ps. „Kunigas” nr 5413
11. por. Wacław Budzyński nr 5414
12. por. Stanisław Bukraba nr 5415
13. por. Eugeniusz Chwalibóg-Piecek nr 5450
14. ppłk Bolesław Wieniawa-Długoszowski nr 3303
15. śp. ppor. Stefan Krak ps. „Dudzieniec” nr 5976
16. ppor. Jan Dąbrowski nr 5417
17. śp. st. ułan Klemens Falkowski nr 5404
18. śp. ułan Henryk Frey ps. „Roma” nr 5385
19. rtm. Julian Filipowicz ps. „Pobóg” nr 5418
20. śp. ppor. Edward Gibalski ps. „Franek” nr 5298
21. kpr. Tadeusz Gałecki „Andrzej Strug” nr 5419
22. ppor. Karol Górnicki nr 5420
23. ppor. Emil Gruszecki nr 5421
24. śp. chor. Marian Grzędziński ps. „Jacek Cekiera” nr 5380
25. por. Ludwik Horodyski nr 5422
26. śp. kpr. Kazimierz Karski ps. „Jur” nr 5384
27. śp. st. ułan Konrad Kasprzykowski nr 5387
28. śp. ułan Aleksander Konarski ps. „Wyrwicz” nr 5401
29. rtm. Zdzisław Karpiński ps. „Wicher” nr 5423
30. ppor. Mieczysław Kędzierski nr 5424
31. ppor. Karol Kiedrzyński nr 5426
32. śp. ppor. Ludwik Klucznik ps. „Kamień” nr 5299
33. rtm. Józef Koczwara nr 5427
34. wachm. Szymon Kot nr 5425
35. ppor. Tomasz Kozłowski nr 5428
36. ułan Ignacy Kozubowicz nr 5432
37. por. Adam Królikiewicz nr 5429
38. rtm. Tadeusz Kurnatowski nr 5430
39. ułan dr Franciszek Edward Lubecki nr 5431
40. kpt. lek. dr Wacław Graba-Łęcki nr 5440
41. rtm. Leonard Michalski ps. „Łodzia” nr 5405
42. mjr lek. dr Ksawery Maszadro nr 5406
43. rtm. Józef Młodecki ps. „Stawisz” nr 5433
44. śp. kpr. Franciszek Nadachowski nr 5403
45. por. Karol Nachtlicht-Światełko nr 5434
46. mjr Romuald Niementowski nr 5407
47. rtm. Janusz Olszamowski ps. „Łaszczyc” nr 5402
48. śp. wachm. Tadeusz Ostrowski ps. „Oster” nr 5381
49. ppor. Maksymilian Pałysiewicz nr 5435
50. chor. Leopold Peszkowski ps. „Lwowiak” nr 5436
51. por. Stanisław Pietruski nr 5437
52. mjr Jerzy Pytlewski ps. „Świerszcz” nr 5408
53. wachm. Franciszek Rajpold ps. „Skołuba” nr 5438
54. kpr. Bronisław Rudzki ps. „Litawor” nr 5439
55. śp. ułan Adam Sałaciński nr 5400
56. wachm. Wacław Sieroszewski nr 5441
57. mjr Tadeusz Gaertig ps. „Skarga” nr 5409
58. rtm. Marian Skrzynecki nr 5443
59. kpr. Zygmunt Skrzyński ps. „Sambor” nr 5444
60. por. Józef Grad-Soniński nr 5442
61. rtm. Stefan Sroczyński nr 5447
62. rtm. Bohdan Stachlewski ps. „Dan” nr 5448
63. rtm. Stanisław Stetkiewicz nr 5446
64. por. Wacław Święcki nr 5449
65. por. Ludomir Szydłowski nr 5445
66. wachm. szt. Jan Tuszowski ps. „Sęp” nr 5451
67. śp. ppor. Jan Wojtkiewicz ps. „Wysoki” nr 5297
68. ułan Janusz Woyna nr 5389
69. por. Stefan Wendorff ps. „Konopka” nr 5452
70. ułan Antoni Witwiński ps. „Salamandra” nr 5453
71. rtm. Ksawery Zalewski nr 5454
72. por. Jan Feliks Zarzycki nr 5455

Oficerowie
- Stanisław Bietkowski
- Tadeusz Bietkowski
- Stanisław Korczak
- Tadeusz Korniłowicz
- Włodzimierz Nieprzewski
- Zygmunt Młot-Przepałkowski
- Wacław Calewski
- Eugeniusz Chrościcki
- Tadeusz Ścibor-Rylski
- Tadeusz Faliszewski
- Ksawery Święcicki

Podoficerowie i ułani
- Marian Józef Czerkawski
- kpr. Stanisław Gąssowski
- wachm. Stanisław Kłoskowski
- Franciszek Koziej
- st. ułan Jan Władysław Lemański
- wachm. Emil Franciszek Mecnarowski
- Julian Ptaszyński
- Jan Maria Romański
- plut. Leon Trojanowski
- Henryk Krukowski
- Edward Wilczyński

## Kontynuacja
Z tego pułku wyłoniły się następnie trzy oddziały:
- 1 Pułk Szwoleżerów Józefa Piłsudskiego.
- 7 Pułk Ułanów Lubelskich im. gen. Kazimierza Sosnkowskiego.
- 11 Pułk Ułanów Legionowych im. marszałka Edwarda Śmigłego-Rydza.

## Odznaka
Odznaka zaprojektowana przez kpr. Kajetana Stefanowicza, została ustanowiona 5 listopada 1916 roku, ma kształt okrągłej tarczy o średnicy od 41 do 45 mm: z obrzeżem w formie skręconego sznurka, z tłem drobno groszkowanym. Widnieje na nim monogram „1 PU” na tle czapki ułańskiej i dwie daty: „II VIII 1914” – oznaczająca moment wyruszenia patrolu Beliny z Galicji do Królestwa; „V XI 1916” – dzień ustanowienia odznaki. Odznaka została zatwierdzona w rozkazie Ministra Spraw Wojskowych  5 maja 1920 roku. Prawo do jej otrzymania mieli żołnierze pełniący służbę co najmniej przez rok. Łącznie nadano blisko 800 odznak.

## Upamiętnienie
31 grudnia 1930 Zarząd Miasta Lublina postanowił o nadaniu nazwy nowej ulicy Beliniaków usytuowanej w zachodniej części miasta. 